# Helheim (groupe)
Pour les articles homonymes, voir Helheim.
Helheim est un groupe norvégien de viking metal, originaire de Bergen.

## Histoire
Le groupe est formé en 1992 par V'gandr et H'grimnir à Bergen. Peu de temps après, Hrymr rejoint le groupe en tant que batteur, et Helheim joue dans quelques festivals à Bergen afin d'acquérir de l'expérience en live. Au milieu de l'année 1993, Nidhogg rejoint le groupe et en automne 1993, la démo Helheim est publiée. Comme le groupe trouvait les morceaux trop mauvais, la démo n'a jamais été diffusée au-delà des frontières de la Norvège .Entre-temps, Nidhogg quitte à nouveau le groupe. En 1994, Nidr ok Nordr liggr Helvegr sorti attirant l'attention du label allemand Solistitium Records (désormais Millenium Records) qui signera avec Helheim pour deux albums. En 1995, le groupe enregistre son premier album, Jormundgand, dans le studio Grieghallen en Norvège. En 1996, le groupe effectue sa première tournée européenne, après quoi il commence à travailler sur son deuxième album, Av Norrøn Ætt. Celui-ci a de nouveau été enregistré au Grieghallen.
Après que le label Massacre Records se soit désintéressée de Helheim, celle-ci en a d'abord cherché une autre, car V'gandr ne voulait pas « mélanger les groupes [sous-entendu Helheim et Aeternus] et le label [Dark Essence Records] » ; mais comme le reste du personnel de Dark Essence Records et les membres des deux groupes étaient fortement intéressés par un contrat, il a finalement accepté, mais a refusé de participer aux négociations du contrat, car il ne voulait pas « être des deux côtés de la barrière. » En 2006, The Journeys and the Experiences of Death, qui n'avait pas été enregistré au studio Grieghallen mais au Conclave, sort via Karisma Records et attire la presse spécialisée, en particulier germanophone,,.
En 2021, ils sortent leur album WoduridaR.

## Style musical
Au début, Helheim s'est orienté vers le black metal norvégien, en utilisant principalement des blast beats et un chant hurlé aigu, mais aussi des éléments étrangers au genre comme la guimbarde, la trompette et le chant féminin. La production correspondait également au son typique du studio Grieghallen, où Mayhem, Darkthrone et Burzum enregistraient également leurs albums. Sur les albums suivants, la musique est devenue plus lente et plus complexe. La comparaison avec Enslaved a été faite à plusieurs reprises.

## Discographie

### Albums studio
- 1995 : Jormundgand (Solistitium Records)
- 1997 : Av Norrøn Ætt (Solistitium Records)
- 1999 : Blod & Ild (Ars Metalli)
- 2003 : Yersinia Pestis (Massacre Records)
- 2006 : The Journeys and the Experiences of Death (Dark Essence Records, Karisma Records)
- 2008 : Kaoskult (Dark Essence Records, Karisma Records)
- 2011 : Heiðindómr ok mótgangr (Dark Essence Records, Karisma Records)
- 2015 : RaunijaR (Karisma Records)
- 2017 : LandawarijaR (Dark Essence Records, Karisma Records)
- 2019 : Rignir (Dark Essence Records, Karisma Records, Evil Horn Records)
- 2021 : WoduridaR (Dark Essence Records, Karisma Records)

### EP
- 1999 : Terrorveldet (Ars Metalli)
- 2001 : Helsviti (Ars Metalli)
- 2010 : Åsgards Fall (Karisma Records)

### Splits
- 2021 : Henholdsvis avec Taake (Dark Essence Records)

### Démos
- 1993 : Helheim
- 1994 : Nidr ok Nordr liggr Helvegr

### Coffrets
- 2001 : Blod & Ild  / Terrorveldet (Seven Gates of Hell)
- 2006 : The Journeys and the Experiences of Death/Helsviti (Dark Essence Records / Karisma Records)

### Apparitions notables
- 2000 : Evig sur Born In Fire The Fifth Curse (Hammerheart Records)
- 2012 : Witches Sabbath sur A Tribute to Emperor – In Honour of Icon E (Candlelight Records)